# Manu Hagmann
Emmanuel «Manu» Hagmann (* 25. Mai 1980 in Genf) ist ein Schweizer Jazzmusiker (Kontrabass).

## Wirken
Hagmann bildete mit dem Pianisten Maël Godinat und dem Schlagzeuger Nelson Schaer das Trio Trionyx, das seit 2011 mehrere Alben veröffentlichte. Er ist seit 2011 Mitglied im Trio von Florian Favre, mit dem er mehrere Alben vorlegte (UR, On a Smiling Gust of Wind) und international tourte, aber auch in dessen Gruppe Néology. Er gehört weiterhin zum Quartett von Julie Campiche, zu der Worldjazz-Band Orioxy, die Campiche mit der Sängerin Yael Miller leitete, und zu Mirjam Hässigs Quartett Ayé!
In seinem eigenen Bandprojekt Manu Hagmanns Choice arbeitete er mit Zacharie Ksyk (Trompete), Louis Billette (Tenorsaxophon), René Mosele (Posaune) und Alberto Garcia (Perkussion). Weiterhin ist er auf Alben mit der Jean-Lou Treboux Group, Fabio Pinto, Red Planet, Swing Session und Fun Skider zu hören.
Mit der Gruppe Red Planet 2000 errang Hagmann 2008 auf dem Montreux Jazz Festival das Lauréat du tremplin jazz de la Fondation 2. 2011 und 2013 folgte mit Orioxy der Grand Prix beim Tremplin-Wettbewerb in Avignon sowie der «Credit Suisse Jazz-Preis» bei den Stanser Musiktagen. 2016 erhielt Hagmann mit dem Florian Favre Trio den «Grand Prix Albert Michiels» für die Sparte «beste Interpretation» und «bester Bassist» beim belgischen Internationale B-Jazz.